# 穴記
穴記（あなき）は令集解の四大注釈書の一つで私的注釈書。作者は穴太内人と推定されている。
延暦15年に置かれて同24年に廃止された造宮職および刪定令の名が見えることから、延暦・弘仁の間に成ったと推定される。